# Jota Silva
Pour les articles homonymes, voir Jota (homonymie).
João Pedro Ferreira Silva, plus simplement connu sous le nom de Jota, né le 1er août 1999 à Gondomar, est un footballeur international portugais qui évolue au poste d'ailier à Nottingham Forest.

## Biographie

### Carrière en club
Né à Gondomar en Portugal, Jota Silva est formé à l'UD Sousense, où il commence sa carrière senior en troisième division portugaise. Ayant connu un bref passage au Paços de Ferreira, il joue ensuite avec le SC Espinho toujours au troisième échelon,.
Il commence sa carrière professionnelle en deuxième division en 2020, après un transfert au Leixões SC. Il joue son premier match avec l'équipe première du club le 13 septembre 2020, titularisé lors d'un match nul 2–2 à domicile contre le Casa Pia AC.
Mais c'est justement avec Casa Pia, qu'il rejoint en janvier 2021, que la carrière de Jota va vraiment prendre son envol : lors de la saison 2021-2022, il permet à son équipe de retrouver l'élite portugaise après 83 ans d'absence,,.
En juin 2022, il est transféré au Vitória Guimarães en championnat du Portugal,. Ses performances dans le plus haut niveau portugais et en Ligue Europa Conférence valent à Jota, d'apparaitre sur les tablettes de plusieurs clubs dans les championnats du Top 5 européens,.

### Carrière en sélection
En mars 2024, Jota est convoqué pour la première fois avec l'équipe senior du Portugal,. Il honore sa première sélection le 21 mars 2024, entrant en jeu lors d'une victoire 5-2 en match amical contre la Suède, à Guimarães.